# Попов Іван Володимирович (борець)
Іван Володимирович Попов (англ. Ivan Popov; нар. 25 травня 1986, Омськ, РРФСР) — австралійський борець греко-римського стилю російського походження, п'ятиразовий чемпіон Океанії, чемпіон Співдружності та Ігор Співдружності, учасник Олімпійських ігор.

## Життєпис
Боротьбою почав займатися з 1997 року.
Тренер — Володимир Попов (його батько) та Іван Калушний (з 1997).

## Спортивні результати на міжнародних змаганнях

### Виступи на Олімпіадах
| Змагання                    | Збірна    | Вагова категорія                  | Місце |
| --------------------------- | --------- | --------------------------------- | ----- |
| Літні Олімпійські ігри 2016 | Австралія | греко-римська боротьба, до 130 кг | 17    |

### Виступи на Чемпіонатах світу
| Змагання                        | Збірна    | Вагова категорія                  | Місце |
| ------------------------------- | --------- | --------------------------------- | ----- |
| Чемпіонат світу з боротьби 2007 | Австралія | греко-римська боротьба, до 96 кг  | 32    |
| Чемпіонат світу з боротьби 2010 | Австралія | греко-римська боротьба, до 120 кг | 18    |

### Виступи на Чемпіонатах Океанії
| Змагання                          | Збірна    | Вагова категорія                  | Місце  |
| --------------------------------- | --------- | --------------------------------- | ------ |
| Чемпіонат Океанії з боротьби 2007 | Австралія | греко-римська боротьба, до 96 кг  | Золото |
| Чемпіонат Океанії з боротьби 2008 | Австралія | греко-римська боротьба, до 96 кг  | Золото |
| Чемпіонат Океанії з боротьби 2010 | Австралія | греко-римська боротьба, до 120 кг | Золото |
| Чемпіонат Океанії з боротьби 2011 | Австралія | греко-римська боротьба, до 120 кг | Золото |
| Чемпіонат Океанії з боротьби 2012 | Австралія | греко-римська боротьба, до 120 кг | Золото |

### Виступи на Чемпіонатах Співдружності
| Змагання                                | Збірна    | Вагова категорія                  | Місце  |
| --------------------------------------- | --------- | --------------------------------- | ------ |
| Чемпіонат Співдружності з боротьби 2011 | Австралія | греко-римська боротьба, до 120 кг | Золото |

### Виступи на Іграх Співдружності
| Змагання                | Збірна    | Вагова категорія                  | Місце  |
| ----------------------- | --------- | --------------------------------- | ------ |
| Ігри Співдружності 2010 | Австралія | греко-римська боротьба, до 120 кг | Золото |

### Виступи на інших змаганнях
| Змагання                                                       | Збірна    | Вагова категорія                  | Місце  |
| -------------------------------------------------------------- | --------- | --------------------------------- | ------ |
| Олімпійський кваліфікаційний турнір з боротьби 2012 (Марракеш) | Австралія | греко-римська боротьба, до 120 кг | Бронза |
| Олімпійський кваліфікаційний турнір з боротьби 2016 (Алжир)    | Австралія | греко-римська боротьба, до 130 кг | Срібло |